# Grand Prix van Garda
De Grand Prix van Garda was een autorace die werd verreden nabij de Italiaanse stad Salò op het Circuito del Garda. De race maakte van 1921 tot 1927 en in 1948 deel uit van de grand-prixseizoenen.

## Winnaars van de grand prix
- Hier worden alleen de races aangegeven die plaatsvonden tijdens de grand-prixseizoenen tot 1949.

| Jaar | Coureur         | Constructeur | Locatie | Verslag |
| ---- | --------------- | ------------ | ------- | ------- |
| 1948 | Giuseppe Farina | Ferrari      | Garda   | Verslag |
| 1927 | Tazio Nuvolari  | Bugatti      | Garda   | Verslag |
| 1926 | Aymo Maggi      | Bugatti      | Garda   | Verslag |
| 1925 | Aymo Maggi      | Bugatti      | Garda   | Verslag |
| 1924 | Guido Meregalli | Diatto       | Garda   | Verslag |
| 1923 | Guido Meregalli | Diatto       | Garda   | Verslag |
| 1922 | Guido Meregalli | Diatto       | Garda   | Verslag |
| 1921 | Eugenio Silvani | Bugatti      | Garda   | Verslag |